# First Time (EP Liam Payne)
First Time è il primo EP del cantante britannico Liam Payne, pubblicato il 24 agosto 2018.

## Tracce
1. First Time (feat. French Montana) – 3:12
2. Home with You – 3:01
3. Depend On It – 2:51
4. Slow – 3:29